# Catumiri chicaoi
Catumiri chicaoi är en spindelart som beskrevs av Guadanucci 2004. Catumiri chicaoi ingår i släktet Catumiri och familjen fågelspindlar. Inga underarter finns listade i Catalogue of Life.